# Брандт, Карл Эдвин
Карл Эдвин Брандт (англ. Carl Edwin Brandt; 15 августа 1914 — 25 апреля 1991) — американский музыкант, композитор и аранжировщик кинокомпании «Уорнер Бразерс».

## Биография
Родился и вырос в Сакраменто. Во время Второй мировой войны Брандт играл на кларнете, саксофоне и скрипке с оркестром Дика Юргенса. После войны он переехал в Лос-Анджелес и начал аранжировать, сочинять песни для кино и для мультипликации. Брандт написал музыку для сериалов: Я — шпион, Освободите место для папочки, Отряд «Стиляги», и Восьми достаточно. В Лос-Анджелесе Брандт был штатным композитором и аранжировщиком Warner Bros. Entertainment, Inc.
В 1966 - 1967 годах работал у Чака Джонса композитором для некоторых серии Том и Джерри.
Брандт умер 25 апреля 1991 в возрасте 76 лет, в Лос-Анджелесе, штат Калифорния в своем доме от сердечного приступа. У него осталась жена — Кэтрин Брандт, дочь Нэнси Брандт и двое внуков.